# 弦楽四重奏曲 (ブルックナー)
弦楽四重奏曲 ハ短調 WAB 111 は、アントン・ブルックナーが1862年に作曲した弦楽四重奏曲。当時はブルックナーがオットー・キッツラーに師事していた時期であった。

## 概要
1862年の春、オットー・キッツラーの教えを受けていたブルックナーは弦楽四重奏のためのスケルツォ ヘ長調とト短調を作曲した。その後の同年7月28日から8月7日にかけて彼は本作を手掛けることになるが、これは主として管弦楽法の練習としてであった。本作の草稿は『キッツラーの練習帳』の165ページから196ページより発見されている。
1週間後の1862年8月15日に作品を点検したキッツラーは、おろらくロンドにおいてブルックナーが伝統から逸脱していることに不満をもったものと思われる。彼はブルックナーにロンドを「もっと大きな形で」（in größerer Form）書くこと、そしてより伝統的なロンドソナタ形式が曲のためになるだろうと助言を行った。これを受けて元のロンドと同じ調性、同じ拍子、同じ形式を用いた40小節長い曲が書き上げられ、はじめに書かれていた楽章を置き換え可能と考えられるようになった。本項に記載する終楽章は初稿である。
本作はキッツラーの下で研鑽を積む期間のブルックナーに実現できたことの一例であると看做されていたに過ぎず、彼の生前には出版されなかった。また、4つの管弦楽小品とは異なりブルックナーは本作の楽譜を遺さなかった。そのため、本作は1950年にケッケルト四重奏団により、ブルックナーの友人であったミュンヘンのヨーゼフ・シャルクが所有していた『キッツラーの練習帳』から発見されることとなった。同団は1951年2月15日にアメリカ軍占領地区放送局で本作を放送初演しており、1951年3月8日にはハンブルクのコンサートで公開初演を行った。1951年の放送初演のアーカイヴがアメリカ軍占領地区放送局を引き継いだベルリン＝ブランデンブルク放送局とバイエルン・北ドイツ放送局に保管されている。ブルックナー・アーカイヴでは北ドイツ放送局の資料音源を聴くことが出来る。

## 版
ノヴァーク改訂版が1955年の『ブルックナー作品全集』XIII/1巻に収められている。

## 楽曲構成
後年の作品とは異なり、ブルックナーは本作に僅かなフレージングしか指定しておらず、強弱記号も数か所の重要な部分に現れるのみとなっている。ルドルフ・ケッケルトはノヴァークに対し、『全集』に収めるパート譜に彼の四重奏団のフレージングや強弱を利用することを許可していた。しかし、『全集』の楽譜にはブルックナー自身が書き入れた演奏記号だけが掲載されることになった。本作は古典派と初期ロマン派の様式で書かれている。開始部分から多声的な音楽が繰り広げられる様は、ブルックナーの過去の修行の成果を示すものである。本作におけるハ短調という調性の選択、一部のフレーズにおける和声や主題のパターン、レントラーのモチーフの利用には既に後年のブルックナーとの繋がりを見出すことが出来る。

### 第1楽章
Allegro moderato 4/4拍子 ハ短調
ソナタ形式。第1主題の提示に開始する（譜例1）。この主題は譜例1の前半部分と、急速な動きを持つ後半部分から構成される。
譜例1
第2主題は思慮深さをみせる（譜例2）。
譜例2
16分音符の急速な動きも交えながら展開部を締めくくり、反復記号で冒頭からの繰り返しとなる。ブルックナーがこうした提示部の反復を指定することは極めて稀で、他には交響曲ヘ短調にしか用例がない。展開部は専ら第1主題の前後半を用いて行われ、大胆な転調が駆使されている。音を減らしながら落ち着くと第1主題の再現に入り、第2主題の再現がハ長調で続く。最後にLangsamer（それまでより遅く）と指示されて3小節進んだのち、元のテンポに戻って楽章を終える。

### 第2楽章
Andante 3/4拍子 変イ長調
ABAの形式。ハ短調のアレグロ楽章に続く緩徐楽章の調性の選択としては、ベートーヴェンの方法を踏襲するものとなっている。譜例3の主題によって開始する。この主題が反復を終えるまでの計22小節間、チェロは休止している。
譜例3
中間部はシューベルト風にリズムを刻んで進む（譜例4）。ここでは同主短調が用いられているが、ブルックナーがこうした調性配置を行うことは二度となかった。
譜例4
主部の再現はより対位法的に書かれており、穏やかに進行して落ち着いて幕が下ろされる。

### 第3楽章
Scherzo, Presto 3/4拍子 ト長調 - Trio
スケルツォと題されるが実質的にはメヌエットである。第2楽章と同じカデンツが用いられており、楽章同士の関係性を示唆しているかのようである。まず譜例5の旋律が奏される。
譜例5
二部形式となっているスケルツォ部の前後半を繰り返してからトリオに入る。トリオはレントラーで書かれている。デレック・ワトソンはこのトリオに「シューベルト風の新鮮で素朴な魅力」を見出している（譜例6）。
譜例6
トリオも二部形式であり、最後にスケルツォ・ダ・カーポが指定されて楽章冒頭へ戻る。

### 第4楽章
Rondo, Schnell 2/4拍子 ハ短調
ロンド形式。この楽章にはヴィルトゥオーソ風の色合いが感じられる。開始主題は多声的に提示されていく（譜例7）。
譜例7
続いて譜例7の音価を2倍に伸ばして変ホ長調に移調した主題が聞かれる。三連符を用いた急速なパッセージが挿入され、譜例7が装飾を加えながら再現される。続いて現れるエピソードは対位法的に展開される（譜例8）。
譜例8
続く譜例7の再現は短く切り上げられ、譜例7を2倍に伸ばした主題が奏される。これに直結する形で譜例8が続く。最後に出される譜例7の装飾は一層進み、テンポを落とした強奏で重々しく結ばれる。